# EPrix de Pékin 2014
GP suivant
L'ePrix de Pékin 2014 (2014 FIA Formula E Evergrande Spring Beijing ePrix), disputé le 13 septembre 2014 sur le circuit d'Olympic Green, est la toute première manche de l'histoire du championnat de Formule E FIA. Il s'agit de la première édition de l'ePrix de Pékin comptant pour le championnat de Formule E et de la première manche du championnat 2014-2015.

## Essais libres

### Première séance
| Pos. | Pilote            | Voiture         | Chrono         | Écart     |
| ---- | ----------------- | --------------- | -------------- | --------- |
| 1    | Lucas di Grassi   | Audi Sport ABT  | 1 min 41 s 937 |           |
| 2    | Sébastien Buemi   | e.dams-Renault  | 1 min 42 s 510 | + 0 s 573 |
| 3    | Sam Bird          | Virgin Racing   | 1 min 42 s 902 | + 0 s 965 |
| 4    | Nicolas Prost     | e.dams-Renault  | 1 min 42 s 961 | + 1 s 024 |
| 5    | Karun Chandhok    | Mahindra Racing | 1 min 43 s 220 | + 1 s 283 |
| 6    | Jérôme d'Ambrosio | Dragon Racing   | 1 min 43 s 539 | + 1 s 602 |

### Deuxième séance
| Pos. | Pilote          | Voiture         | Chrono         | Écart     |
| ---- | --------------- | --------------- | -------------- | --------- |
| 1    | Bruno Senna     | Mahindra Racing | 1 min 41 s 341 |           |
| 2    | Lucas di Grassi | Audi Sport ABT  | 1 min 41 s 676 | + 0 s 335 |
| 3    | Ho-Pin Tung     | China Racing    | 1 min 41 s 824 | + 0 s 483 |
| 4    | Franck Montagny | Andretti        | 1 min 41 s 845 | + 0 s 504 |
| 5    | Daniel Abt      | Audi Sport ABT  | 1 min 41 s 172 | + 0 s 831 |
| 6    | Jarno Trulli    | Trulli          | 1 min 42 s 457 | + 1 s 116 |

## Qualifications
| Pos. | Pilote            | Écurie          | Chrono         | Écart     | Grille |
| ---- | ----------------- | --------------- | -------------- | --------- | ------ |
| 1    | Nicolas Prost     | e.dams-Renault  | 1 min 42 s 200 |           | 1      |
| 2    | Lucas di Grassi   | Audi Sport ABT  | 1 min 42 s 306 | + 0 s 106 | 2      |
| 3    | Daniel Abt        | Audi Sport ABT  | 1 min 42 s 454 | + 0 s 254 | 3      |
| 4    | Karun Chandhok    | Mahindra Racing | 1 min 42 s 461 | + 0 s 261 | 4      |
| 5    | Franck Montagny   | Andretti        | 1 min 42 s 530 | + 0 s 330 | 8      |
| 6    | Nick Heidfeld     | Venturi         | 1 min 42 s 579 | + 0 s 379 | 5      |
| 7    | Jaime Alguersuari | Virgin Racing   | 1 min 42 s 683 | + 0 s 483 | 6      |
| 8    | Charles Pic       | Andretti        | 1 min 42 s 726 | + 0 s 526 | 7      |
| 9    | Sébastien Buemi   | e.dams-Renault  | 1 min 42 s 746 | + 0 s 546 | 18     |
| 10   | Nelsinho Piquet   | China Racing    | 1 min 42 s 785 | + 0 s 585 | 9      |
| 11   | Oriol Servià      | Dragon Racing   | 1 min 42 s 847 | + 0 s 647 | 10     |
| 12   | Sam Bird          | Virgin Racing   | 1 min 42 s 918 | + 0 s 718 | 11     |
| 13   | Jérôme d'Ambrosio | Dragon Racing   | 1 min 44 s 056 | + 1 s 856 | 12     |
| 14   | Takuma Satō       | Amlin Aguri     | 1 min 44 s 129 | + 1 s 929 | 13     |
| 15   | Ho-Pin Tung       | China Racing    | 1 min 45 s 282 | + 3 s 082 | 17     |
| 16   | Katherine Legge   | Amlin Aguri     | 1 min 45 s 369 | + 3 s 169 | 14     |
| 17   | Michela Cerruti   | Trulli          | 1 min 46 s 170 | + 3 s 970 | 16     |
| 18   | Jarno Trulli      | Trulli          | Pas de temps   |           | 20     |
| 19   | Bruno Senna       | Mahindra Racing | Pas de temps   |           | 15     |
| 20   | Stéphane Sarrazin | Venturi         | Pas de temps   |           | 19     |

- Franck Montagny écope de trois places de pénalités pour être sorti des stands avant le feu vert.
- Michela Cerruti, Ho-Pin Tung, Sébastien Buemi, Stéphane Sarrazin et Jarno Trulli écopent de dix places de pénalité pour avoir changé de boîte de vitesses. Tung est finalement parti de la voie des stands.

## Course

### Classement
| Pos. | no | Pilote            | Écurie          | Tours | Temps/Abandon                            | Grille | Points |
| ---- | -- | ----------------- | --------------- | ----- | ---------------------------------------- | ------ | ------ |
| 1    | 11 | Lucas di Grassi   | Audi Sport ABT  | 25    | 52 min 23 s 413                          | 2      | 25     |
| 2    | 27 | Franck Montagny   | Andretti        | 25    | + 2 s 867                                | 8      | 18     |
| 3    | 2  | Sam Bird          | Virgin Racing   | 25    | + 6 s 559                                | 11     | 15     |
| 4    | 28 | Charles Pic       | Andretti        | 25    | + 19 s 301                               | 7      | 12     |
| 5    | 5  | Karun Chandhok    | Mahindra Racing | 25    | + 23 s 952                               | 4      | 10     |
| 6    | 7  | Jérôme d'Ambrosio | Dragon Racing   | 25    | + 31 s 664                               | 12     | 8      |
| 7    | 6  | Oriol Servià      | Dragon Racing   | 25    | + 41 s 968                               | 10     | 6      |
| 8    | 99 | Nelsinho Piquet   | China Racing    | 25    | + 43 s 896                               | 9      | 4      |
| 9    | 30 | Stéphane Sarrazin | Venturi         | 25    | + 43 s 975                               | 19     | 2      |
| 10   | 66 | Daniel Abt        | Audi Sport ABT  | 25    | + 1 min 02 s 507 (dont 57 s de pénalité) | 3      | 1      |
| 11   | 3  | Jaime Alguersuari | Virgin Racing   | 25    | + 2 min 00 s 613                         | 6      |        |
| 12   | 8  | Nicolas Prost     | e.dams-Renault  | 24    | Accrochage                               | 1      | 3      |
| 13   | 23 | Nick Heidfeld     | Venturi         | 24    | Accrochage                               | 5      |        |
| 14   | 18 | Michela Cerruti   | Trulli          | 24    | + 1 tour                                 | 16     |        |
| 15   | 77 | Katherine Legge   | Amlin Aguri     | 24    | + 1 tour                                 | 14     |        |
| 16   | 88 | Ho-Pin Tung       | China Racing    | 24    | + 1 tour                                 | 17     |        |
| Abd. | 55 | Takuma Satō       | Amlin Aguri     | 21    | Mécanique                                | 13     | 2      |
| Abd. | 9  | Sébastien Buemi   | e.dams-Renault  | 14    | Aileron arrière                          | 18     |        |
| Abd. | 10 | Jarno Trulli      | Trulli          | 0     | Batterie                                 | 20     |        |
| Abd. | 21 | Bruno Senna       | Mahindra Racing | 0     | Accrochage                               | 15     |        |

- Lucas di Grassi, Katherine Legge et Bruno Senna ont été désignés par un vote en ligne pour obtenir le fanboost, qui leur permet de bénéficier de 25 kW supplémentaires pendant cinq secondes lors de la course[5].
- Daniel Abt, Jaime Alguersuari et Katherine Legge ont reçu une pénalité de 57 secondes pour avoir dépassé la limite autorisée de puissance de la batterie fixée à 208 kW.

### Pole position et record du tour
La pole position et le meilleur tour en course rapportent respectivement 3 points et 2 points.
- Pole position :  Nicolas Prost (e.dams-Renault) en 1 min 42 s 200.
- Meilleur tour en course :  Takuma Satō (Amlin Aguri) en 1 min 45 s 101 au 21e tour.

### Tours en tête
- Nicolas Prost (e.dams-Renault) : 22 tours (1-13 ; 16-24)
- Sam Bird (Virgin Racing) : 2 tours (14-15)
- Lucas di Grassi (Audi Sport ABT) : 1 tour (25)

## Classements généraux à l'issue de la course
| Pos. | Pilote            | Points |
| ---- | ----------------- | ------ |
| 1    | Lucas di Grassi   | 25     |
| 2    | Franck Montagny   | 18     |
| 3    | Sam Bird          | 15     |
| 4    | Charles Pic       | 12     |
| 5    | Karun Chandhok    | 10     |
| 6    | Jérôme d'Ambrosio | 8      |
| 7    | Oriol Servià      | 6      |
| 8    | Nelsinho Piquet   | 4      |
| 9    | Nicolas Prost     | 3      |
| 10   | Stéphane Sarrazin | 2      |
| 11   | Takuma Satō       | 2      |
| 12   | Daniel Abt        | 1      |

| Pos. | Écurie                 | Points |
| ---- | ---------------------- | ------ |
| 1    | Andretti Autosport     | 30     |
| 2    | Audi Sport ABT         | 26     |
| 3    | Virgin Racing          | 15     |
| 4    | Dragon Racing          | 14     |
| 5    | Mahindra Racing        | 10     |
| 6    | China Racing           | 4      |
| 7    | e.dams-Renault         | 3      |
| 8    | Venturi Formula E Team | 2      |
| 9    | Amlin Aguri            | 1      |